# Menace dans la nuit
Menace dans la nuit (He Ran All the Way) est un film américain réalisé par John Berry, sorti en 1951.

## Synopsis
Lors d'un hold-up commis par Al Molin et Nick Robey, ce dernier panique et tue un policier. Traqué, Nick se réfugie dans une piscine où il rencontre Peg Dobbs qu'il séduit et raccompagne chez ses parents. Al, arrêté, dénonce son complice qui se résout alors à prendre la famille Dobbs en otage.

## Fiche technique
- Titre : Menace dans la nuit
- Titre original : He Ran All the Way
- Réalisateur : John Berry
- Scénario : Dalton Trumbo (non crédité), Hugo Butler et Guy Endore, d'après le roman éponyme de Sam Ross
- Photographie : James Wong Howe
- Musique : Franz Waxman
- Décors : Harry Horner et Edward G. Boyle
- Costumes : Joe King
- Montage : Francis D. Lyon
- Producteurs : John Garfield (non crédité à ce titre) et Bob Roberts, pour la Roberts Pictures
- Distributeur : United Artists
- Genre : Drame / Film policier
- Format : noir et blanc
- Durée : 77 minutes
- Date de sortie : 19 juin 1951 aux États-Unis

## Distribution
- John Garfield (VF : Claude Bertrand) : Nick Robey
- Shelley Winters (VF : Claire Guibert) : Peg Dobbs
- Wallace Ford (VF : Raymond Rognoni) : Fred (Frank en VF) Dobbs, le père de Peg
- Selena Royle : Mme Dobbs, la mère de Peg
- Bobby Hyatt : Tommy Dobbs, le jeune frère de Peg
- Gladys George (VF : Germaine Kerjean) : Mme Robey, la mère de Nick
- Norman Lloyd (VF : André Valmy) : Al Molin, le complice de Nick
- Clancy Cooper (VF : Raymond Destac) : Stan
- Vici Raaf : Marge, la collègue de Peg
- Keith Hetherington : le capitaine de police
- Robert Karnes (VF : Pierre Morin) : le lieutenant de police
- Ralph Brooks (VF : Roger Rudel) : le lieutenant détective (non crédité)
- Lucille Sewall : Mme Mardsen (non créditée)

## Commentaire
Ce film est placé sous le sceau du maccarthysme : le réalisateur John Berry, les scénaristes Dalton Trumbo et Hugo Butler, les acteurs John Garfield et Selena Royle, sont alors inscrits sur la "liste noire" des artistes supposés avoir des sympathies communistes. Les conséquences en seront diverses : John Berry (dont l'assistant-réalisateur, Emmett Emerson, est crédité à sa place lors de la première sortie de Menace dans la nuit) tourne là son dernier film américain, avant de tenter une nouvelle carrière en France (y réalisant notamment Don Juan, avec Fernandel, sorti en 1956) ; Dalton Trumbo - un des Dix d'Hollywood - et Hugo Butler s'exileront un temps au Mexique ; Selena Royle ne participera plus qu'à trois autres films, son dernier en 1955 ; quant à John Garfield, il tourne là son ultime film et meurt en 1952 d'une crise cardiaque, à 39 ans, prématurément usé par les incessantes attaques dont il est victime.